# 施諾爾
施諾爾（德語：Schnoor）是位於德國城市不萊梅市中心的一個地區。施諾爾仍然保留了中世紀時期的風景。現在施諾爾最古老的建築的歷史可以追溯至15世紀，大部分建築修建於17至18世紀。

## 外部連結
- Website of some merchants in the Schnoor （页面存档备份，存于）
- Website of the Museum in the Schnoor （页面存档备份，存于）

53°04′22″N 8°48′35″E / 53.07278°N 8.80972°E